# یوزف نوواک
یوزف نوواک (لهستانی: Józef Nowak؛ ‏ ۸ آوریل ۱۹۲۵ – ۱۶ ژانویهٔ ۱۹۸۴) بازیگر اهل لهستان بود.
از فیلم‌ها یا برنامه‌های تلویزیونی که وی در آن نقش داشته‌است، می‌توان به ماجراهای میخاو، یاروسواف دومبروفسکی، کرانه‌ای دیگر، قماری بالاتر از زندگی و خوبال اشاره کرد.